# Warning (группа)
Warning (с англ. — «Предупреждение») — английская рок-группа из Эссекса.

## История группы
Основателем группы является фронтмен Патрик Уокер. Группа исполняет тяжёлый и медленный дум-метал, выделяющийся подавленной и душераздирающей атмосферой.
Наибольшую известность получил второй альбом группы Watching From a Distance, вышедший в 2006 году. Журнал Kerrang! опубликовал рейтинг наиболее мрачных рок- и метал-альбомов, в котором пластинка заняла первое место. По мнению Сэма Лоу «пять треков этого шедевра 2006 года, основанные на палитре безнадёжно серых тонов и оттенков сепии, разворачиваются в похоронном темпе, а „земляные“ риффы и запоминающийся жалобный вокал создают мощную и вневременную атмосферу меланхолии».
Впоследствии Патрик Уокер распустил группу и основал новый коллектив 40 Watt Sun. В то же время, в 2018 году Warning воссоединились ненадолго для выступления на фестивале Desertfest.

## Дискография
Альбомы
- The Strength To Dream (1999)
- Watching From A Distance (2006)

Синглы и EP
- The Demo Tapes (2006)
- Bridges (2010)[4]